# Palhaçaria hospitalar

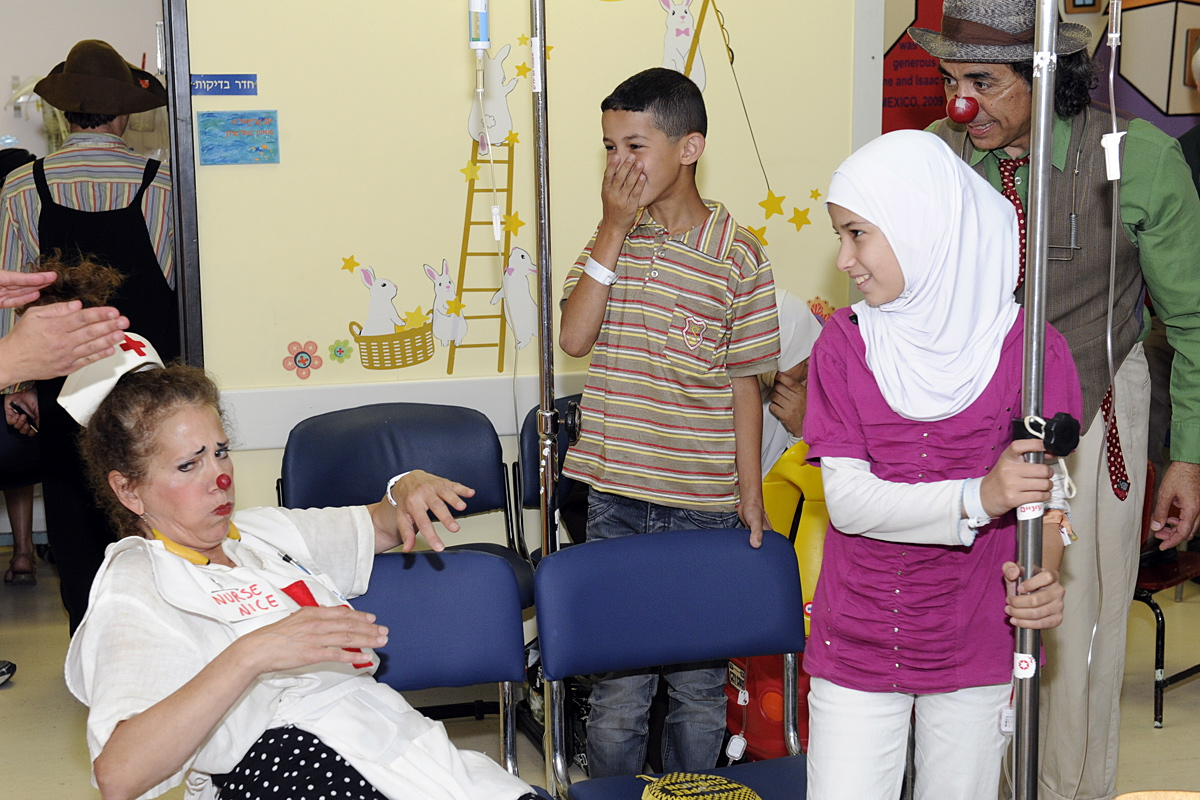
Palhaça vestida de enfermeira em hospital de Tel Aviv.

Palhaçaria hospitalar é um programa de voluntariado em que pessoas vestidas de palhaços visitam pacientes em hospitais. Estudos apontam que esse trabalho promove a humanização no ambiente hospitalar, com os "doutores-palhaços", como são coloquialmente conhecidas as pessoas atuantes, melhorando o estado de espírito e humor dos internados, bem como do corpo de funcionários hospitalar e familiares. Para esse fim, existem cursos preparatórios que treinam os palhaços, que normalmente se fantasiam com jalecos. O público alvo da palhaçaria costuma ser crianças, mas isso não é regra.